# Ulla Bjerne
Cecilia Gully (Ulla) Bjerne-Biaudet, ursprungligen Ohlson, född 3 januari 1890 i Söderhamn, död 16 oktober 1969 i Lovisa, var en svensk författare.
Bjerne, som var dotter till grosshandlaren Wilgot Ohlson (1859–1939) och Margareta Fors (1867–1951). Hon var brorsdotter till Carl Alfred Ohlson och August F. Ohlson. Hon genomgick Söderhamns sjuklassiga läroverk för flickor och Påhlmans handelsinstitut i Stockholm. Hon var svensk korrespondent på United Shoe Machinery Company i Köpenhamn 1910. Under sin tid i Köpenhamn lärde hon känna Iwar Donner.
Hon studerade i Paris 1911–1915, där hon lärde känna bland annat Nils Dardel, Tor Bjurström och Gustaf Hellström.
Hon debuterade som författare 1916 och var även känd som Ulla Ohlson och använde pseudonymerna Ali Frost och Lars Doll.
Från 1922 var hon gift med den finländske läkaren Léon Biaudet och bosatt i Lovisa. Hon företog resor i Danmark, Spanien, England, Italien och Afrika.
I första delen av sina memoarer, Livet väntar dej (1955), tecknade Bjerne en mindre kärleksfull bild av sin födelsestad, som hon där kallade "Döderhamn".
Isaac Grünewald målade 1916 ett stort porträtt i helfigur av Ulla Bjerne, som tillhör Moderna museet i Stockholm.